# Archidiocèse de Songea
 (mars 2019).
Si vous disposez d'ouvrages ou d'articles de référence ou si vous connaissez des sites web de qualité traitant du thème abordé ici, merci de compléter l'article en donnant les références utiles à sa vérifiabilité et en les liant à la section « Notes et références ».
L'archidiocèse de Songea (Archidioecesis Songeana) est un siège métropolitain de l'Église catholique. En 2014, il comptait 321 000 baptisés sur 594 000 habitants. Il est tenu actuellement par Mgr Damian Denis Dallu.

## Territoire
L'archidiocèse comprend une partie de la région du Ruvuma au sud de la Tanzanie.
Son siège est la ville de Songea, à la cathédrale Saint-Mathias-Mulumba-Kalemba.
Le territoire est subdivisé en 31 paroisses.

## Histoire
La préfecture apostolique de Lindi est érigée le 12 novembre 1913, recevant son territoire du vicariat apostolique de Dar-es-Salam (aujourd'hui archidiocèse). Elle est confiée aux bénédictins missionnaires de Sainte-Odile.
Le 15 novembre 1927, par le bref Non sine magna de Pie XI la préfecture apostolique est élevée au rang d'abbaye territoriale.
Le 22 décembre 1931, elle cède une portion de son territoire pour l'abbaye territoriale de Ndanda (aujourd'hui diocèse de Mtwara).
Le 23 décembre de cette même année par le bref Ex orientali parte du même Pie XI elle prend le nom d'abbaye territoriale de Peramiho.
Le 16 février 1968, elle cède une autre portion de territoire à l'avantage du nouveau diocèse de Njombe.
Le 6 février 1969, l'abbaye territoriale est érigée en diocèse, assumant le nom de diocèse de Songea, suffragant de l'archidiocèse de Dar-es-Salam.
Le 22 décembre 1986, le diocèse cède une dernière fois une portion de territoire pour le nouveau diocèse de Mbinga.
Le 18 novembre 1987, il est élevé au rang d'archidiocèse métropolitain par la bulle Christi Domini de Jean-Paul II.

## Ordinaires
- Willibrord Lay, O.S.B. † (1913 - 1922 décédé)
- Gallus (Bernhard) Steiger, O.S.B. † (22 février 1922 - 6 décembre 1952 démissionnaire)
- Eberhard (Hermann) Spiess, O.S.B. † (23 septembre 1953 - 6 février 1969 démissionnaire)
- James Joseph Komba † (6 février 1969 - 1er février 1992 décédé)
- Norbert Wendelin Mtega (6 juillet 1992 - 15 mai 2013 démissionnaire)
  - Tarcisius Ngalalekumtwa (15 mai 2013 - 14 mars 2014) (administrateur apostolique)
- Damian Denis Dallu, depuis le 14 mars 2014

## Statistiques
L'archidiocèse au terme de l'année 2014 sur une population de 594 000 personnes comptait 321 000 baptisés, correspondant à 54 % du total.
Il y avait 130 prêtres, dont 77 diocésains et 53 réguliers, soit un prêtre pour 2 469 habitants, ainsi que 219 religieux et 537 religieuses répartis en 31 paroisses.

## Autres archidiocèses de Tanzanie
- L'archidiocèse d'Arusha, dont dépendent les diocèses de Mbulu, Moshi et Same ;
- L'archidiocèse de Dodoma, dont dépendent les diocèses de Kondoa et Singida ;
- L'archidiocèse de Mbeya, dont dépendent les diocèses d'Iringa, de Mafinga et de Sumbawanga ;
- L'archidiocèse de Mwanza (en), dont dépendent les diocèses de Bukoba, Bunda, Geita, Kayanga, Musoma, Rulenge-Ngara et Shinyanga ;
- L'archidiocèse de Dar es Salam, dont dépendent les diocèses d'Ifakara, de Mahenge, Morogoro, Tanga et Zanzibar ;
- L'archidiocèse de Tabora, dont dépendent les diocèses de Kahama, Kigoma et Mpanda.